# الفنيطيس
الفنيطيس، منطقة من مناطق محافظة مبارك الكبير في الكويت. سميت بهذا الاسم لوجود خزان ماء صغير فيها اسمه الفنيطيس.
لعدم توفر مياه عذبة بالكويت سابقا. كان هناك من يجلب هذه المياه من شط العرب عن طريق السفن إلى الكويت. وكانو يصبون هذه المياه عند وصولهم للشاطئ بخزانات. فكان الخزان الأول كبير (خزان: وهو باللغة العربية فنطاس) وكان الخزان الثاني صغير(وعادة أهل الكويت أن يعبرو عن الصغير بزيادة الياء فكان يطلقون اسم خزين أو فنيطيس ).